# Biyouna
Baya Bouzar (en árabe: باية بوزار‎), conocida con el nombre escénico de Biyouna (بيونة)‎; 13 de septiembre de 1952 (72 años) es una cantante, bailarina, actriz argelina, nacida en Belcourt, hoy es Belouizdad, Algiers, Argelia.

## Biografía
Como tenía una pasión muy temprana por el canto, fue miembro de varios grupos: primero en el grupo de Fadhéla Dziria donde tocaba pandereta, otro que dirigió con su pareja Flifla, y finalmente el suyo donde ella era la vocalista principal y se convirtió en solicitada para recepciones de bodas.
A la edad de 17 años, comenzó a actuar en algunos de los cabarets más grandes de la ciudad y a los 19 comenzó a bailar en el Copacabana.

### Carrera de actuación
Ese mismo año, el director Mustapha Badie le dio un papel de canto en su primera telenovela, "La Grande Maison (1973)", donde interpretó a Fatma. Esta serie fue adaptada de una novela de Mohammed Dib. Ella se hizo famosa gracias a este papel.
Apareció en dos películas argelinas: "Leila y los demás", de Sid Ali Mazif en 1978, y "El vecino", de Ghaouti Bendedouche en 2000. También realizó algunos espectáculos para una sola mujer.
En 1999, Nadir Moknèche le ofreció el papel de Meriem en "Harem de Madame Osmane", que produjo en Francia. Esta película fue seguida por  Viva Laldjéri  en 2003.
Entre 2002 y 2005, Biyouna tuvo éxito con una trilogía basada en el tema del Ramadan llamada Nass Mlah City.
Apareció en la última película de Nadir Moknèche, Délice Paloma, donde interpretó al personaje principal, la mafiosa Madame Aldjeria.' En 2006 interpretó el papel de Coryphée en  Electra de Sófocles junto a Jane Birkin en una ópera dirigida por Philippe Calvaio. En 2007 tuvo un pequeño papel en la película argelina "Rendez-vous avec le destin".
En 2009, interpretó La Celestina en el "Vingtième Théâtre" en París. Para el Ramadán de 2010, Biyouna fue una de las estrellas en una comedia transmitida por Nessma TV, "Nsibti Laaziza".

## Carrera musical
Mientras tanto, continuó su carrera como cantante y en 2001 publicó el álbum "Raid Zone", producido con el compositor John Bagnolett. Después del éxito de este álbum y su participación en la Opéra de Casbah de Jérome Savary, ella sacó otro álbum llamado Blonde dans la casbah. Había estado planeando este álbum por un tiempo. Biyouna se tomó su tiempo, eligiendo cuidadosamente un repertorio franco-argelino que exploró ambas culturas.

## Personal
Vive con su esposo y sus cuatro hijos en un suburbio de Argel.

## Discografía
- 2001: Raid Zone
- 2007: Blonde dans la Casbah

### Simples
- "Pamela" (2001)
- "Les yeux noirs" (2002)
- "In her eyes" (2002)
- "Tu es ma vie" (2002)
- "Maoudlik" (2003)
- "Taali" (2006)
- "Une Blonde Platine dans la Casbah "  (2007)
- "Demain tu te maries" (2007)
- "Merci pour tout (c'que j'n'ai pas)" (2007)
- "El Bareh" (2008)
- "Tsaabli ouetmili" (2008)

## Filmografía

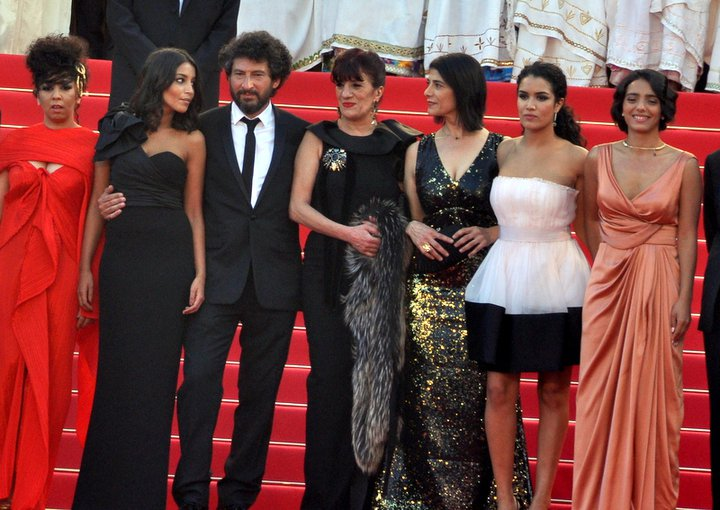
Biyouna in the 2011 Cannes Film Festival

### Cine
| Año  | Título                                    | Rol                        | Notas |
| ---- | ----------------------------------------- | -------------------------- | ----- |
| 1978 | Leila et les autres                       |                            |       |
| 1979 | Le Chat                                   |                            |       |
| 1999 | Le Harem de madame Osmane                 | Meriem                     |       |
| 2001 | La voisine                                |                            |       |
| 2003 | Viva Laldjérie                            | Papicha                    |       |
| 2004 | Beur blanc rouge                          | Madre de Wassila           |       |
| 2005 | Rue des figuiers                          | Fátima                     |       |
| 2007 | Delice Paloma                             | Madame Aldjeria/Zineb Agha |       |
| 2008 | Garçon manqué                             | Nana                       |       |
| 2010 | Il reste du jambon ?                      | Houria                     |       |
| 2010 | Holiday                                   | Eva Lopez                  |       |
| 2011 | La fuente de las mujeres                  | Vieux fusil                |       |
| 2011 | Beur sur la ville                         | Madre de Khalid            |       |
| 2013 | Cheba Louisa                              |                            |       |
| 2013 | Mohamed Dubois                            |                            |       |
| 2013 | Les Reines du ring                        |                            |       |
| 2014 | Amour sur place ou à emporter : le film ! |                            |       |
| 2017 | À mon âge je me cache encore pour fumer   | Aïcha                      |       |
| 2018 | Neuilly sa mère, sa mère!                 | Fatima                     |       |
| 2018 | Les Déguns                                |                            |       |
| 2018 | Le flic de Belleville                     | Zohra                      |       |
| 2018 | On va manquer!                            | Faïza                      |       |
| 2019 | Le 8 mars                                 | Fadela                     |       |

### Tv
| Año  | Título               | Rol              | Notas            |
| ---- | -------------------- | ---------------- | ---------------- |
| 1973 | La Grande Maison     | Fatma            |                  |
| 2003 | Grand plongeoir, Le  | Sí misma         |                  |
| 2003 | Nass Mlah City       |                  | 32 episodios     |
| 2004 | Nass Mlah City 2     |                  | 32 episodios     |
| 2006 | Nass Mlah City 3     |                  | 55 episodios     |
| 2007 | La Commune           | Hanifa Houbeyche | primera estación |
| 2007 | On n'est pas couché  |                  | 1 episodio       |
| 2009 | Nessma TV (Zorroh)   | Zohra            |                  |
| 2009 | Aïcha                | Biyouna          |                  |
| 2010 | One person show      | Biyouna          | 30 episodios     |
| 2010 | Nsibti Laaziza 1     | Barisa           |                  |
| 2011 | Aïcha 2              | Biyouna          |                  |
| 2012 | La Baie d'Alger      | Bibi             |                  |
| 2011 | Aïcha 3              | Biyouna          |                  |
| 2012 | Aïcha 4              | Biyouna          |                  |
| 2014 | La Voyante           | Yasmina          |                  |
| 2015 | Nsibti Laaziza 5     | Barisa           |                  |
| 2016 | Nsibti Laaziza 6     | Barisa           |                  |
| 2018 | Bab Edechra          | Ftouma           |                  |
| 2018 | Le Temps des égarés  | Rada             |                  |
| 2019 | Le Grand Bazar       | Khaddoudj        |                  |
| 2020 | Les Bracelets rouges | Barisa           |                  |

### Teatro
| Año  | Título       | Rol       | Notas              |
| ---- | ------------ | --------- | ------------------ |
| 2009 | La Celestina | Celestina |                    |
| 2012 | Biyouna !    | Biyouna   | en Théâtre Marigny |
| 2016 | Mon Cabaret  |           |                    |